# ダイオウイカ

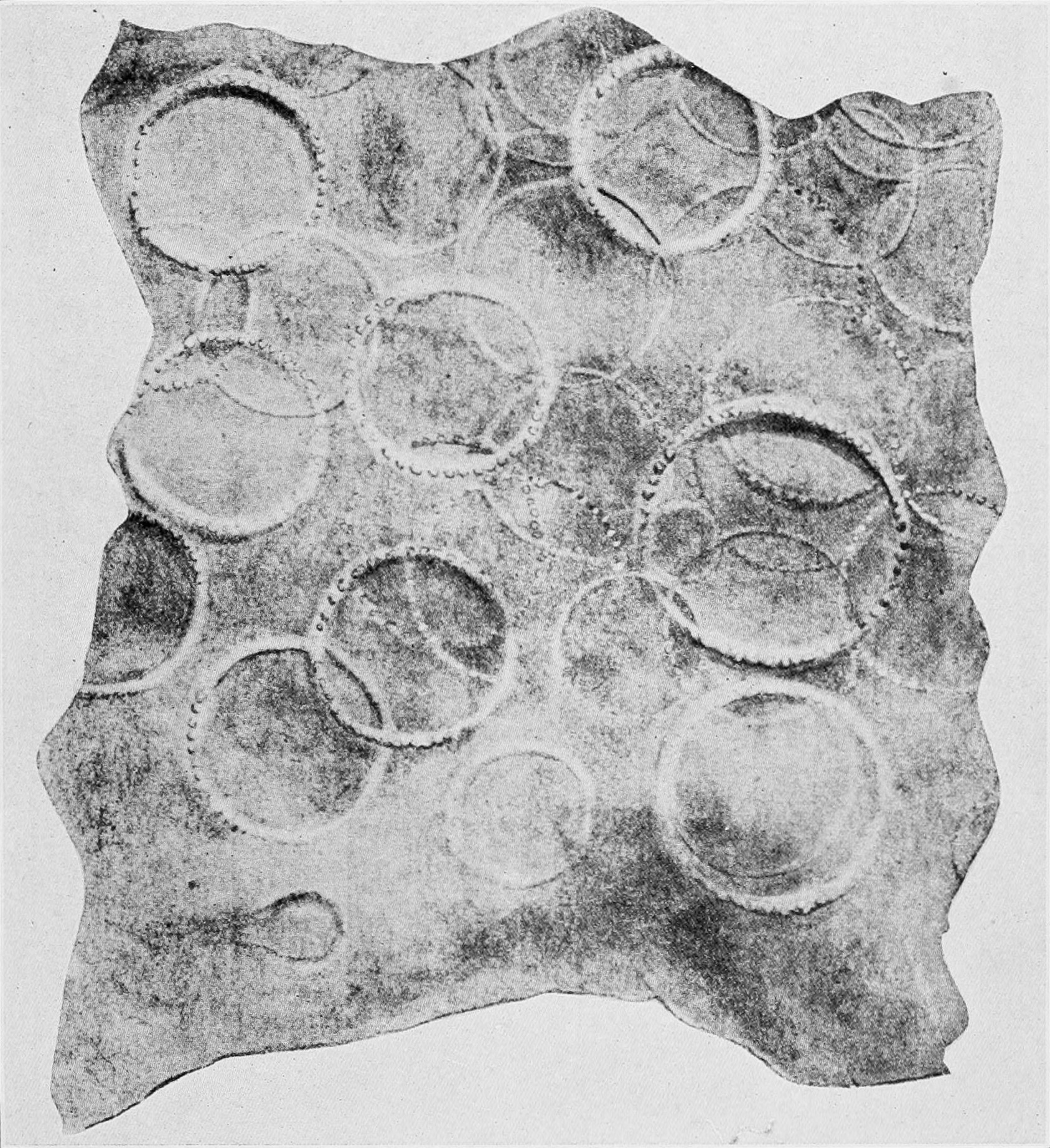
ダイオウイカによって刻み付けられた吸盤の傷痕が残るマッコウクジラの皮膚

ダイオウイカ (大王烏賊, Architeuthis dux) は、開眼目ダイオウイカ科に分類されるイカ。ダイオウイカ属には複数種があるとする説もあったが、遺伝子的にきわめて均一な同一種だと判明した。
北米やヨーロッパ付近の大西洋、ハワイや小笠原諸島付近の太平洋で発見例があり、漂着例はアフリカ、南半球（オーストラリア、ニュージーランド）でも報告されていることから、極地方や赤道付近を除く地球上に広く分布するとされる。ダイオウホウズキイカとともに、世界最大級の無脊椎動物（同時に、頭足類）として知られている。
属名「Architeuthis」は、古代ギリシア語: τευθίς ( teuthis ) 「イカ」に、「最高位の、最たる」を意味する接頭辞 archi-を添えたもの。

## 生物的特徴

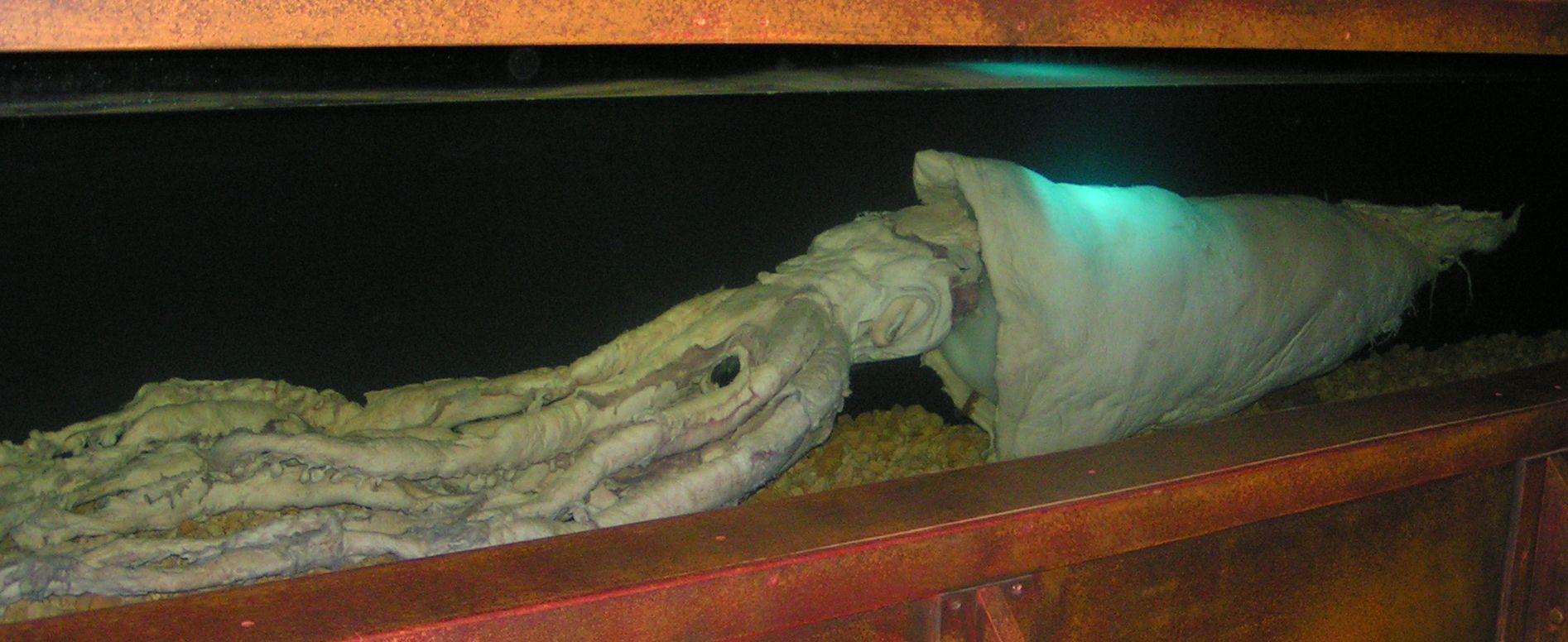
生物標本（触腕を含め体長約3.15m、触腕を広げたとき全長約7m。2002年1月3日にヘブリディーズ諸島から約160km離れた海域で捕獲された。イギリスのプリマス国立海洋水族館所蔵）。

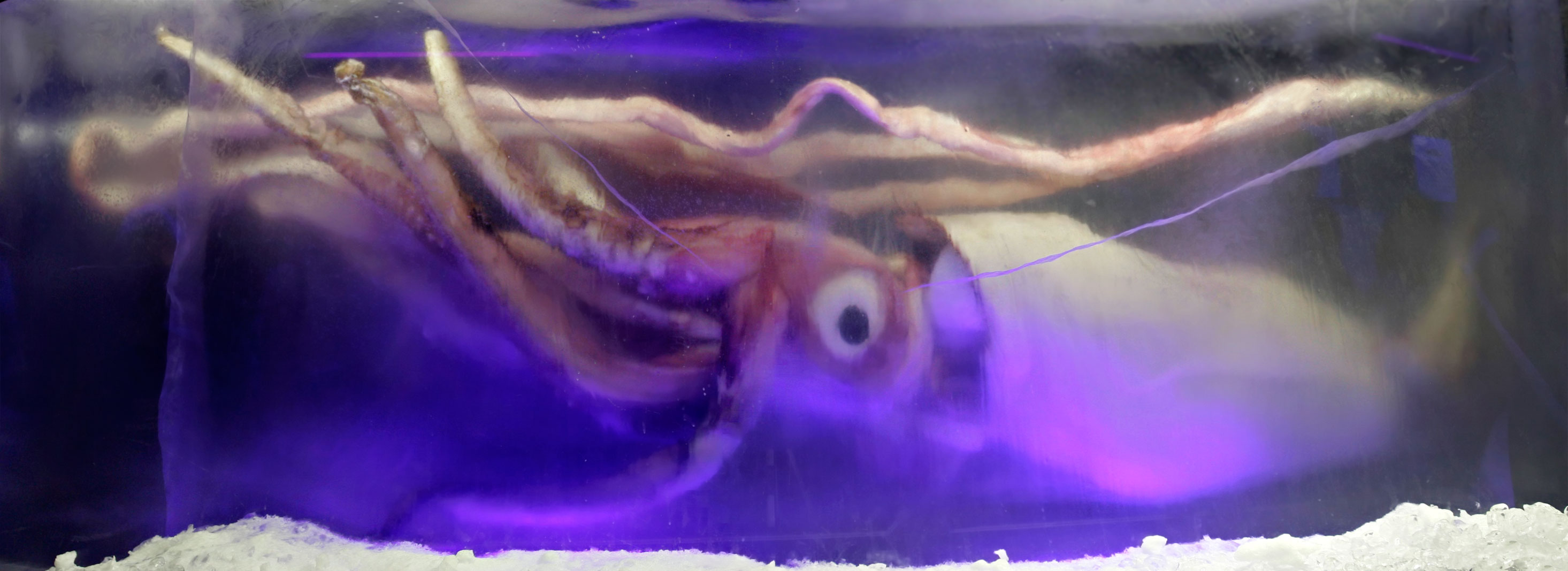
生物標本（オーストラリア、メルボルン水族館所蔵）。

### 形態
ダイオウホウズキイカとともに、世界最大級の無脊椎動物（同時に、最大級の頭足類）として知られている。動物ギネスブックでは1966年に大西洋バハマ沖で捕獲された鰭の後端から触腕の先端までの長さが14.3mの個体が記録として掲載されている。ただしヨーロッパで発見された個体には全長18mを超えるものがあったといわれる。
形態的な特徴として2本の長い触腕をもつが、鰭は比較的小さいハート型である。2本の長い触腕を合わせた全長は10m以上に達するが、表皮や頭腕部の筋肉は非常にもろく、完全な状態の標本が極めて少ないため形態の情報は未だに乏しい。ただし、触腕を除く実質的な体長は7m程度である。
体色は、生きた個体は赤色であることが確認されているが、標本や死んで打ち上げられた個体は、表皮が剥がれ落ち、白く変色する。

### 生態
ダイオウイカは日中は水深帯が600-900mの中層で餌を探す行動をとっているとみられている。ただし、夜間は水深帯が400-500mの場所まで移動しているかもしれないとされている。水深5m付近での目撃例もある。
ニュージーランド近海での調査からは、ダイオウイカが捕食する獲物は、オレンジラフィー（ヒウチダイ科のOrange roughy）やホキといった魚や、アカイカ、深海棲のイカであることが、胃の内容物から明らかにされている。
2012年の小笠原ダイオウイカ撮影プロジェクトでは誘引方法に、アメリカの研究者による生物発光（エレクトリック・ジェリー）を用いる方法、ニュージーランドの研究者によるダイオウイカの身のジュースによるフェロモンを用いる方法、窪寺恒己による自然の餌生物（アカイカ、ソデイカ）を用いる方法の3種類が試されたが、ダイオウイカはソデイカに誘引された（有人潜水艇トライトンが潜水できない地点まで引っ張られ、異変を感じたダイオウイカが離れていったところが撮影された）。
発見される個体は北半球では北に行くほど大型の傾向があり、産卵場所は南方であると推測されている。

## 分類

### 属のシノニム
- Architeuthus Steenstrup, 1857
- Dinoteuthis More, 1875
- Dubioteuthis Joubin, 1900
- Megaloteuthis Kent, 1874
- Megateuthis Hilgendorf in Carus, 1880
- Megateuthus Hilgendorf, 1880
- Mouchezis Vélain, 1877
- Plectoteuthis Owen, 1881
- Steenstrupia Kirk, 1882

### 種のシノニム

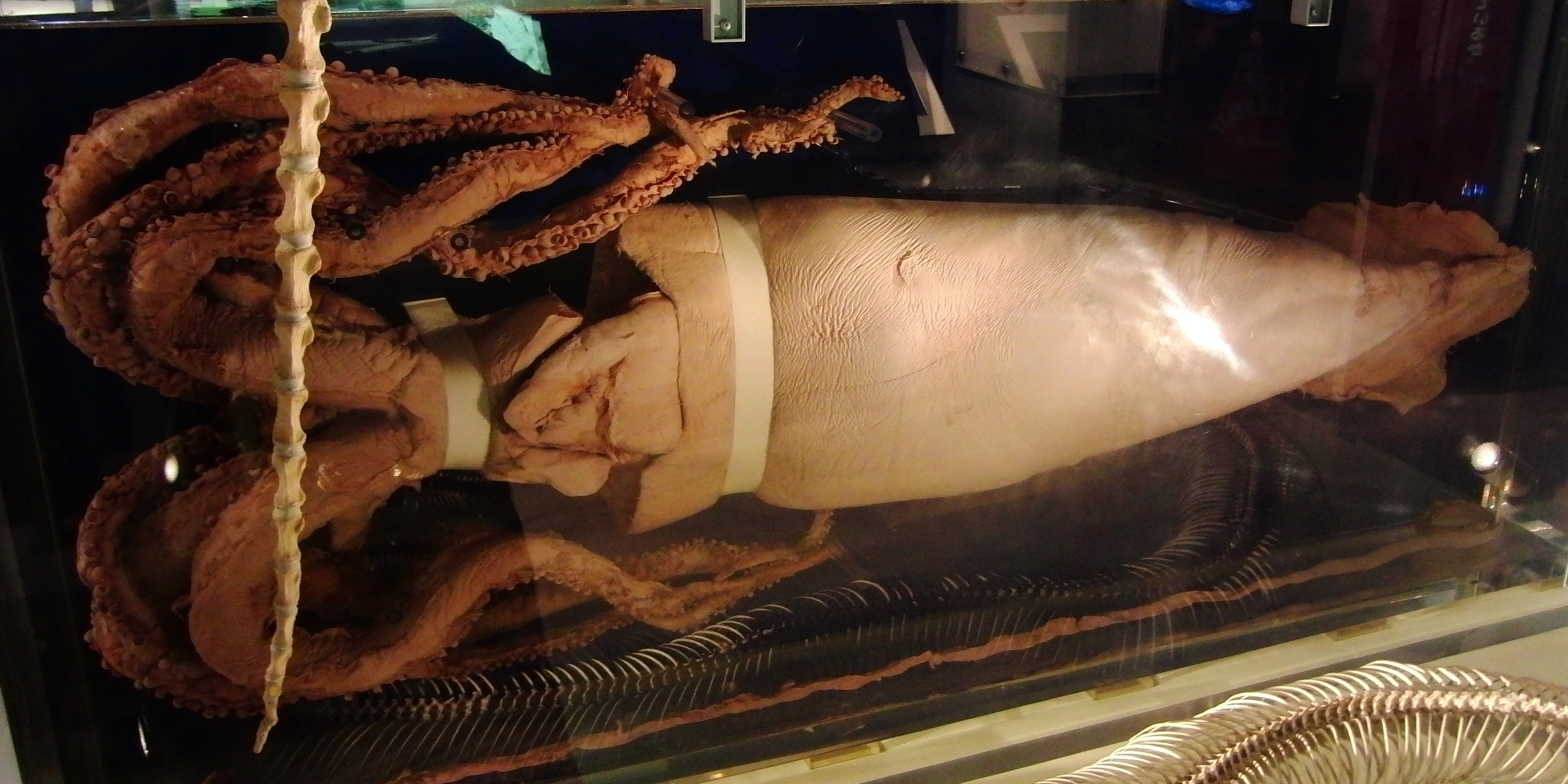
ダイオウイカ (Architeuthis japonica) の液浸標本。1996年12月24日、鳥取県の羽合海岸に打ち上げられたもの。国立科学博物館の展示。

これまでダイオウイカ属には21種が記されてきた。ダイオウイカを単一種とする場合、これらは全てシノニムとなる。従来、これらを8種とする説、1種の3亜種とする説があった。
オーストラリア、スペイン、アメリカ合衆国フロリダ州、ニュージーランド、日本の海域で発見された43体のダイオウイカをDNA解析した結果、DNAの特徴の差があまりにも小さかったことから、ダイオウイカ属にはただ1種しか存在しないとの説もある。
Architeuthis dux 以外は近縁な別属とする説もあった。

## 研究史
生きた個体の記録に関しては欧米では特殊カメラや有人潜水艇による深海でのダイオウイカの撮影の試みがあったが成功していなかった。
国立科学博物館の窪寺恒己らのチームは2002年から小笠原父島沖で深海性大型イカ類の調査を始め、2004年9月に深度900mの深海で世界初となる生きているダイオウイカの静止画の撮影に成功した。これは2005年（平成17年）9月27日に学術誌『the Royal Society』のウェブサイトで論文と写真が公開された。さらに同チームは2006年12月に小笠原沖で深度650m付近からダイオウイカを釣り上げ、ダイオウイカが海面で動く様子をビデオカメラに記録して世界中に発信した。
2008年（平成20年）7月28日、国立科学博物館新宿分室にて、窪寺の監督の下、インターナショナル魚拓香房の山本龍香会長および会員が、ホルマリン保存されていたダイオウイカを水槽から出して間接法によるカラー魚拓を制作した。触腕と触手を伸ばした構図で、ダイオウイカが元気に水中を泳いでいる姿を色鮮やかに魚拓として完成させることに成功した。実物大のダイオウイカが生前の体色で詳細に再現された貴重な魚拓である。この魚拓作品は2枚制作され、1枚は科学博物館に教育用資料として活用されるべく贈呈された。制作状況はNHKのテレビ番組『熱中時間』で取材され、2008年10月9日にNHK衛星第2テレビジョン（NHK-BS2）にて放送された。
2009年（平成21年）10月、NHKとディスカバリー・チャンネルは共同で、小笠原諸島で3年間にわたりダイオウイカが泳ぐ姿を実際に撮影する大規模プロジェクトを発表し、このプロジェクトに各国の研究者及び専門家が参加した。小笠原ダイオウイカ撮影大プロジェクトは2012年（平成24年）6月23日から7月31日まで行われ、7月1日に深海ビデオカメラ（メデューサ・システム）にダイオウイカの足が映っていることが確認され、7月10日に有人潜水艇トライトンにより深度630ｍ付近から900ｍ付近になるまでの23分にわたりダイオウイカの映像を撮影することに成功した。
2013年（平成25年）1月6日、窪寺恒己、エディス・ウィダー、スティーブ・オーシェーらが小笠原諸島父島の東沖の深海で生きているダイオウイカの動画の撮影に世界で初めて成功したと発表。同年『NHKスペシャル』1月13日放送分の「世界初撮影!深海の超巨大イカ」にて、この撮影の様子が紹介され、16.8%（ビデオリサーチ調べ、関東地区）の高視聴率を記録。後に映像が追加されたうえで映画化・DVDソフト化もされた。番組はディスカバリーチャンネルとNHKの共同制作で、2台の潜水艇と自動撮影機が投入され、およそ1000時間の撮影が行われた成果である。撮影機材のうち有人潜水艇には3人乗り潜水艇トライトンと2人乗り潜水艇ディープローバーが使用されたが、撮影に成功したのは、誰もが本命だと思っていたディープローバー（Deep Rover）ではなく、潜水艇トライトン1000/2の方だった。
窪寺恒己は2013年3月にProceedings of the Royal Societyに調査結果を論文にまとめ、生活環境により外部形態を変える汎存種であると、以前の意見を変え発表した。
2023年1月6日、兵庫県豊岡市の沿岸で、海面付近を泳ぐダイオウイカが地元のダイバーにより撮影された。映像を見た窪寺恒己は1～2歳の衰弱した個体と推測している。
巨大であるため標本の運搬や保存が難しく、表皮や頭腕部の筋肉が非常にもろい上に、形態の変異も大きいことから分類学的な混乱も長く続いていた。しかし、ミトコンドリアのDNAの分析の結果、個体間の種レベルの差異がみられず、種内変異はあるが、ダイオウイカは1種類（Architeuthus dux）として認識されている。

## 漂着・捕獲例
漂着は、日本、ヨーロッパ各国、アフリカ各国、アメリカ合衆国、オーストラリア、ニュージーランドで報告されている。日本では、2013年までは平均して2年に1度程度の頻度で報告されており、1941年から1978年までの37年間には20個体が報告された。ただし、2013/2014年の冬は報告が極端に多く、7件が報告された。原因として、2006/2007年の冬と同様の海水温状態が再来した、とする説や、単にダイオウイカの知名度が上がったためであり過去にも報告されなかった漂着が多数あったはずだ、とする説がある。
- 2007年（平成19年）7月10日、タスマニア島西岸の港町ストローン (Strahan Village) 近郊のオーシャンビーチに打ち上げられた。
- 2010年（平成22年）2月20日、日本の新潟市西区五十嵐一の町の海岸で、腕を含め全長3.4m、体重109.2kgのダイオウイカの死骸が漂着した[22]。
- 2014年1月4日、富山県氷見漁港で体長3.5メートルのダイオウイカが水揚げされた。シーズンの寒ブリの網にかかって水揚げされた。
- 2014年2月25日、兵庫県新温泉町諸寄漁港で体長4メートル13センチの生きたダイオウイカが水揚げされた。生きたまま捕獲されたのは今回が初めて。サザエの素潜り漁をしていた漁師が頭上を泳いでいたダイオウイカを捕獲した。[23]
- 2014年 - 2015年、新潟県佐渡市の漁港では、2014年から2015年にかけて数度の水揚げが確認されている[24][25]。
- 2015年2月3日、富山市沖の定置網に生きた状態でかかったダイオウイカの水中撮影に成功[26]。さらに同12月24日、富山県富山市水橋辻ケ堂の船溜りにダイオウイカが入り込んでいるのが発見され、地元のダイビングショップのオーナーが潜水して近接動画撮影に成功した[27]。その後、沖に出て見えなくなったという。
- 2015年5月6日、神奈川県横須賀市の大津漁港内水面にて漁業関係者が全長1.2メートルの個体を網で掬い捕獲、冷凍された。同年6月29日、国立科学博物館・筑波研究施設にて生後1年未満の若い個体と判明した。アクリル包埋標本として同年11月29日から京急油壺マリンパークにて展示された[28]。
- 2019年12月19日、福井県小浜市宇久の漁港で、1本だけ長い触腕を含めると約6メートルの腐敗した個体を男性釣り客が発見した[29]。
- 2022年4月20日、前述した宇久で2度目となる、全長3.35メートル 推定60～80キロの個体を漁業関係者が海岸で発見[30]。今回のものは生きた状態であったが間もなく衰弱死した。県内の越前松島水族館が引き取り一般公開するとしている[31][32]。
- 2023年1月12日、兵庫県香美町の浅瀬で地元の香住高校海洋科学科の生徒達が、全長6.4ｍメートルの生きた状態で発見。引き揚げ直後に死亡し、亡骸は同28日に香美町立ジオパークと海の文化館にて一般公開された[33]。

## 人間との関係
アリストテレスや大プリニウスが巨大なイカについて著作で触れていたほか、言い伝えでは、ダイオウイカと思われるものが度々語られていた。伝説の海の巨大な怪物「クラーケン」は、この言い伝えがもとになっているとする考えもある。科学界で存在が認められたのは、1861年にフランス海軍の砲艦アレクトン号がダイオウイカを捕え体の一部を確保でき、さらに1873年にカナダのニューファンドランドで海上に漂っていたダイオウイカを漁師が発見、捕獲したことによる。
分布が非常に広いこと・人間の影響を受けにくい深海に生息すること・本種を対象とした漁業が無いことから、生息数は不明であるが、2014年の時点では「種として絶滅のおそれは低い」と考えられている。

### ダイオウイカを扱った作品
名前を変えて文学や映画に登場することがある。
- 白鯨
- 海底二万里
- 007 ドクター・ノオ
- ザ・ビースト/巨大イカの逆襲（The Beast）
- ユキポンのお仕事

### クラーケン・シーサーペント
18世紀の大航海時代にはキリスト教の司祭が航海中の記録を残したが、記録にはクラーケン・シーサーペント（海魔）と恐れられていた謎の生き物が描かれたものがあり、ダイオウイカの姿が誇張されたものと考えられている。

### 食用

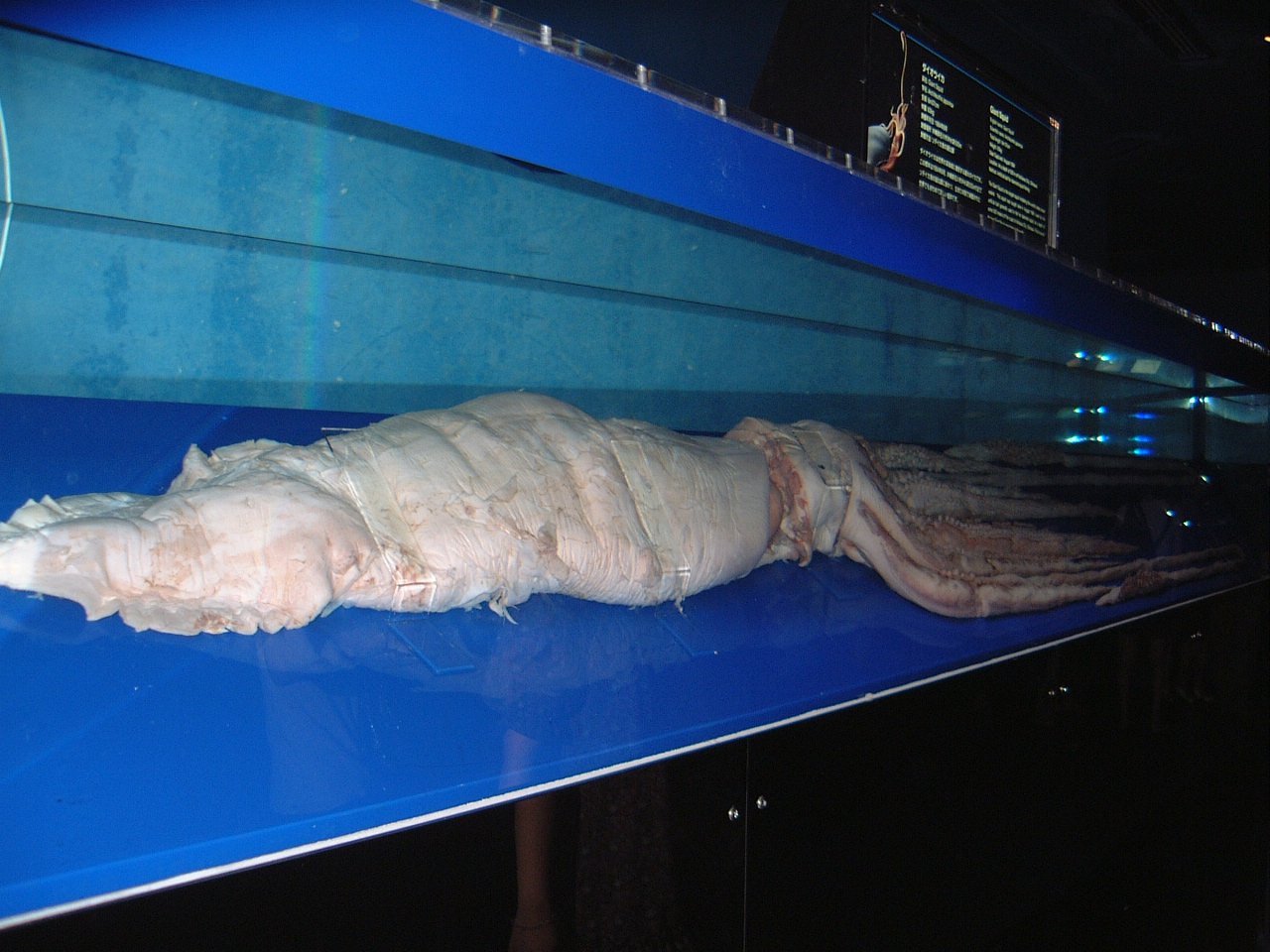
ダイオウイカの生物標本（沖縄美ら海水族館に展示されているもの。A. japonica か）

#### 食味の問題
ダイオウイカは浮力を得るためのアンモニアが入った液胞をもち独特の臭いがあるとされる。また塩辛いという意見もある。
国立科学博物館の窪寺恒己博士の証言によると「食えないことはない。だが、体を浮かせるために、水より比重が軽いアンモニアの入った袋が体内にあるため、アンモニア臭がある」、「イカの味はするものの噛んでいるうちにえぐ味や苦味が出てきて（美味ではない）」とされている。
2014年4月8日に富山湾で発見された個体が富山県射水市の新湊漁港で水揚げされ、新湊漁協職員が試食したものの、以前の報告同様「イカ特有の歯応えはなく、また塩辛く、塩の塊を食べているようでおいしくはない」と評している。
2022年11月8日に喜界島の沖合で発見された個体から切り取られた腕を、バターか醤油で味付けし焼いて試食した人物は「かめばかむほどしょっぱい」と評した。

#### 群れの問題
漁業対象種となっているスルメイカ、ヤリイカ、アカイカは群れているが、ダイオウイカの生態については不明な点が多く、大きな群れをつくらないのではないかと推測されている。

#### 加工と試食
2015年1月7日、全長約3メートルのダイオウイカの「巨大スルメ」が富山県射水市の観光市場「新湊きっときと市場」に展示された。通常サイズのスルメの約100食分という。前年11月27日、沖合の水深330メートルのシロエビ漁の網に生きた状態でかかった。新湊漁港に水揚げされた当時は、触腕を含めて全長約6.3メートル、重さ約130キログラムだった。魚津水族館が調査用に触腕を切り取ったのち、「新鮮なイカなら干物にできるはず」と考えた同市の水産加工会社「浜常食品工業」が譲り受けて加工。重さ約25キログラムの内臓を取り除き、スルメイカの加工で使う乾燥室で約10日間干して完成。乾燥後の重さは約6キログラムになった。
2015年2月22日には、「浜常食品工業」がスルメに加工したダイオウイカの世界初の試食会が「新湊きっときと市場」で開かれた。当日は約4000人が訪れ、事前に富山県食品研究所で有害成分が無いことを確認した3匹のダイオウイカのスルメを火であぶり、小さく小分けして約2000人に振舞われた。

## 画像

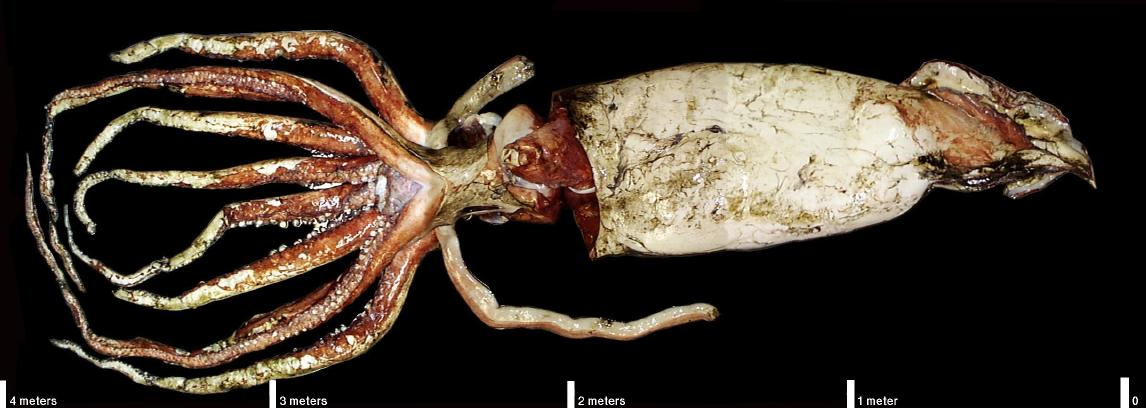
体長4メートルのダイオウイカの標本。触腕はちぎれている。
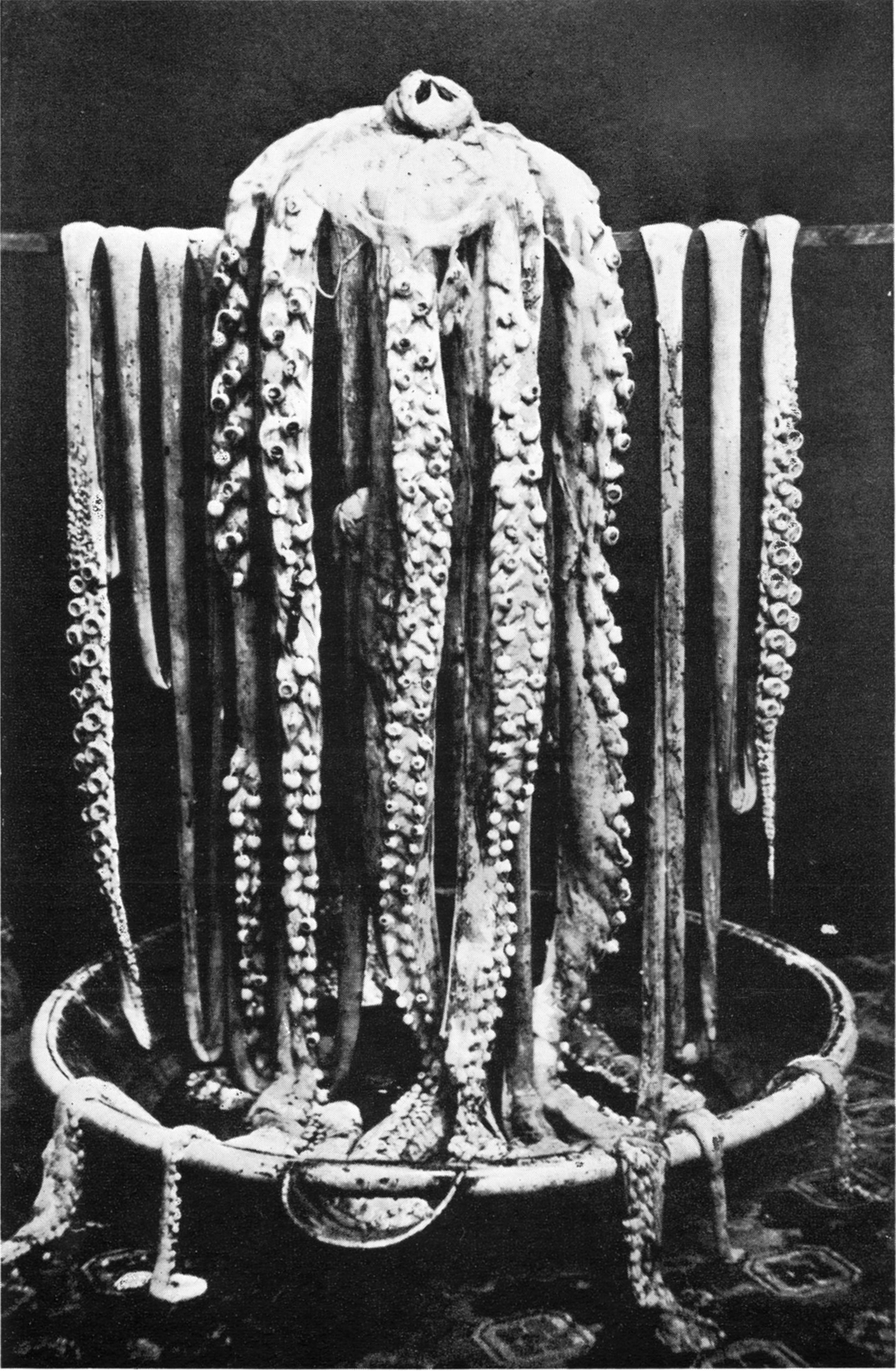
ニューファンドランド島にてモーセ・ハーヴェイによって捕獲されたダイオウイカ（1873年）
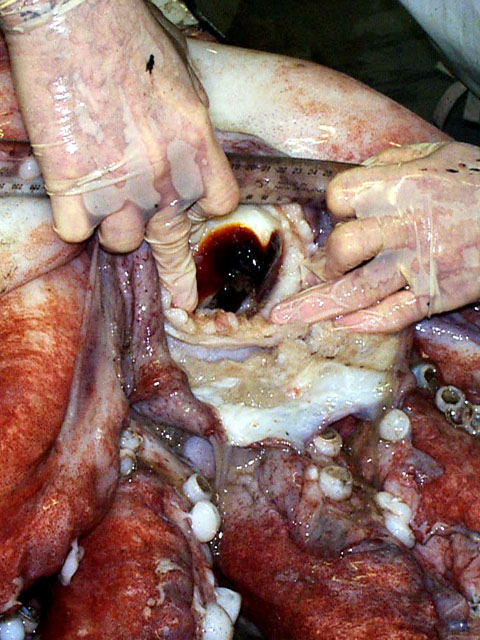
ダイオウイカのキチン質に覆われた嘴
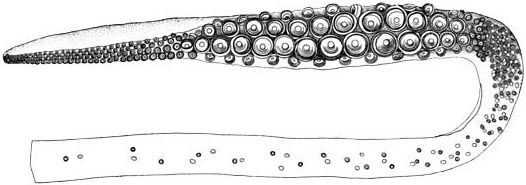
ダイオウイカの触手のスケッチ
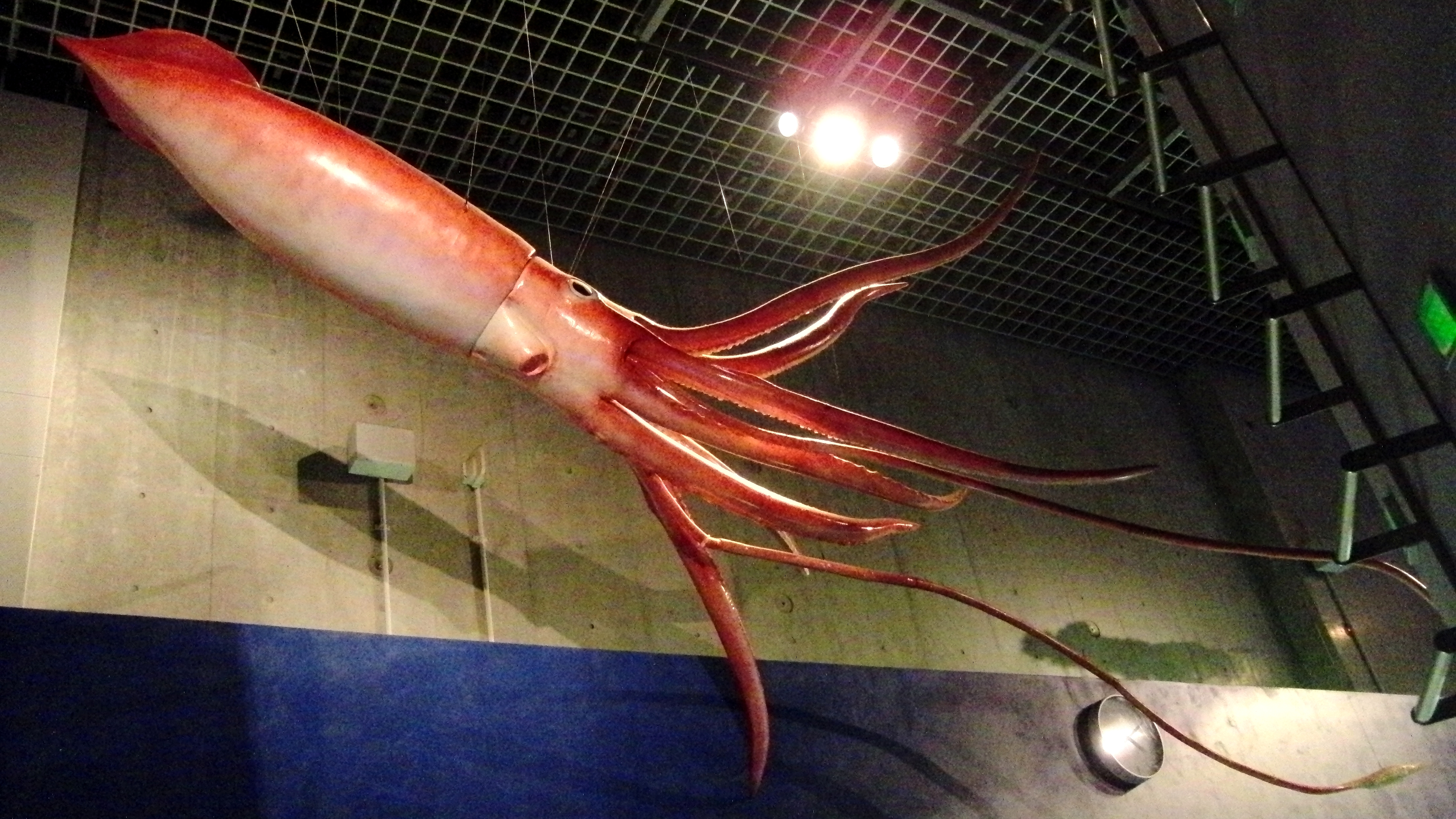
ダイオウイカの実物大レプリカ。国立科学博物館の展示。